# Jezioro Czerniańskie
Jezioro Czerniańskie (Zbiornik Czerniański, jezioro Czarne) – zbiornik zaporowy utworzony w celach retencyjnych i jako rezerwuar wody pitnej w miejscu połączenia Białej i Czarnej Wisełki w Wiśle Czarne (województwo śląskie) poprzez budowę zapory ziemnej w 1973 roku. Pojemność zbiornika to 4,5 mln m³, powierzchnia wynosi 360 tys. m². Wysokość zapory – 37 m, długość – 270 m. Zbiornik posiada stałą rezerwę powodziową w wysokości 1,56 mln m³. Zapora zaprojektowana przez Jana Stonawskiego.
W pobliżu Jeziora znajduje się Barania Góra oraz tzw. Zameczek – rezydencja należąca do prezydenta Polski.

## Galeria

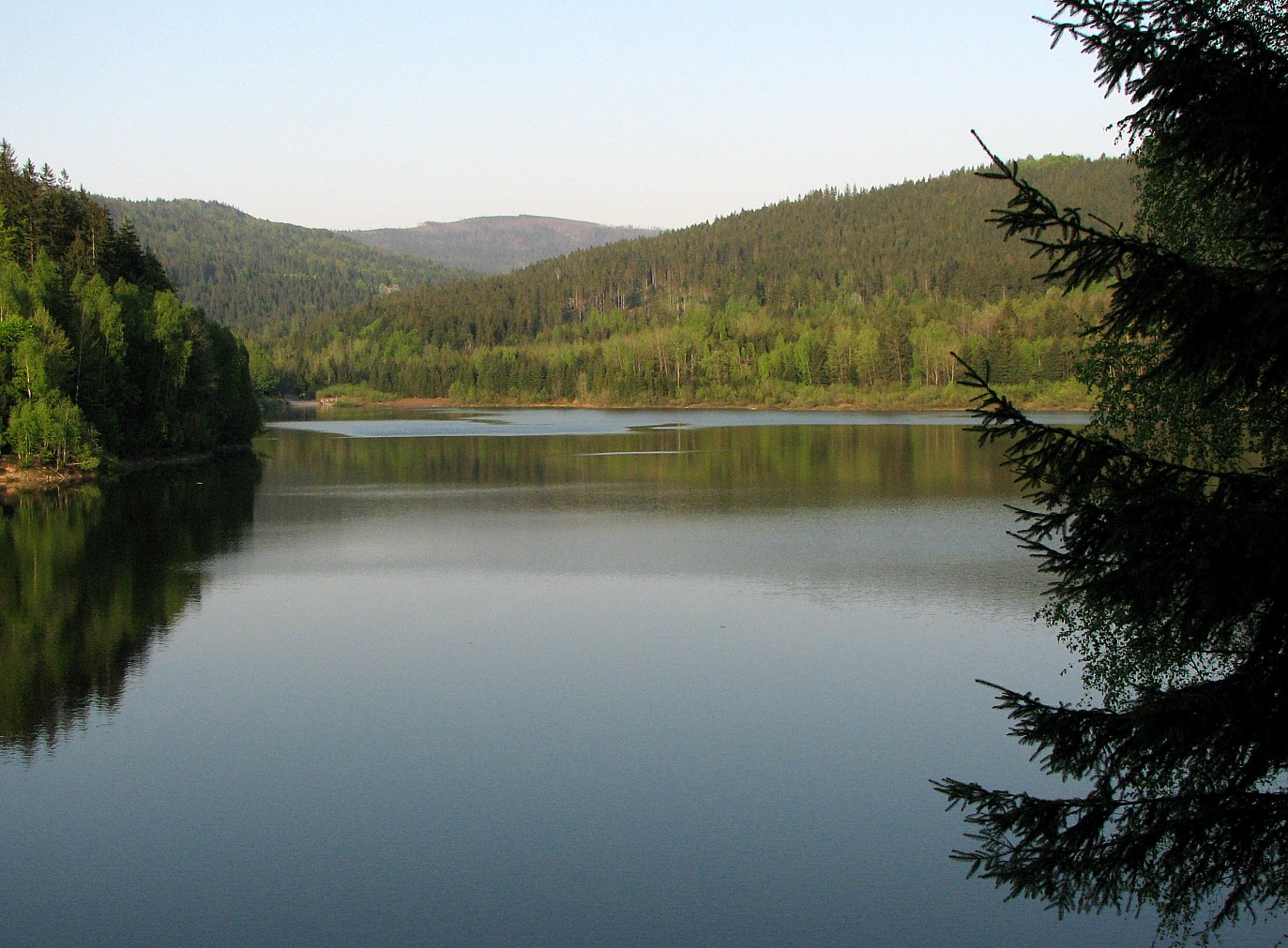
Jezioro Czernianskie
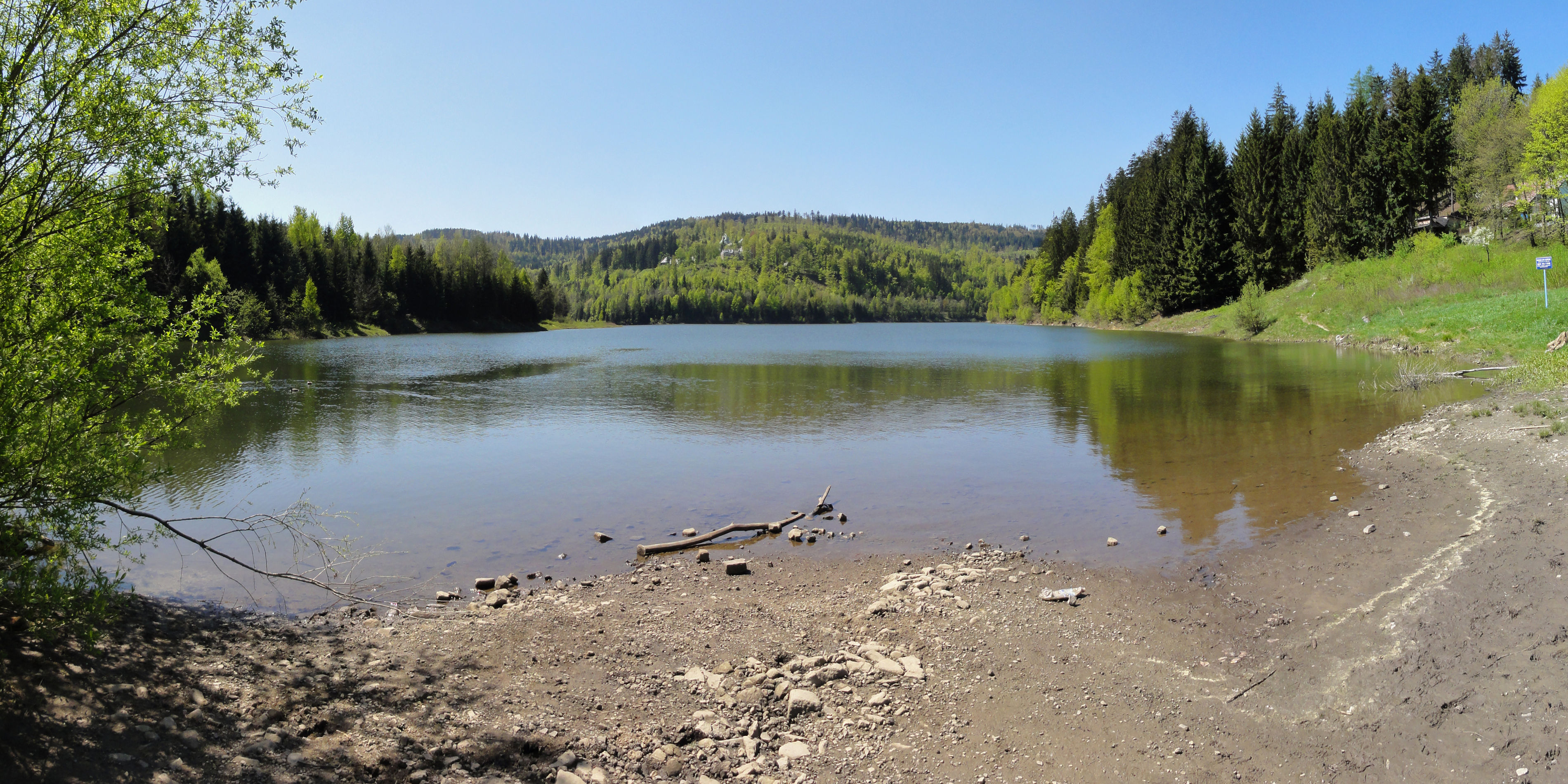
Jezioro Czerniańskie od strony Białej Wisełki
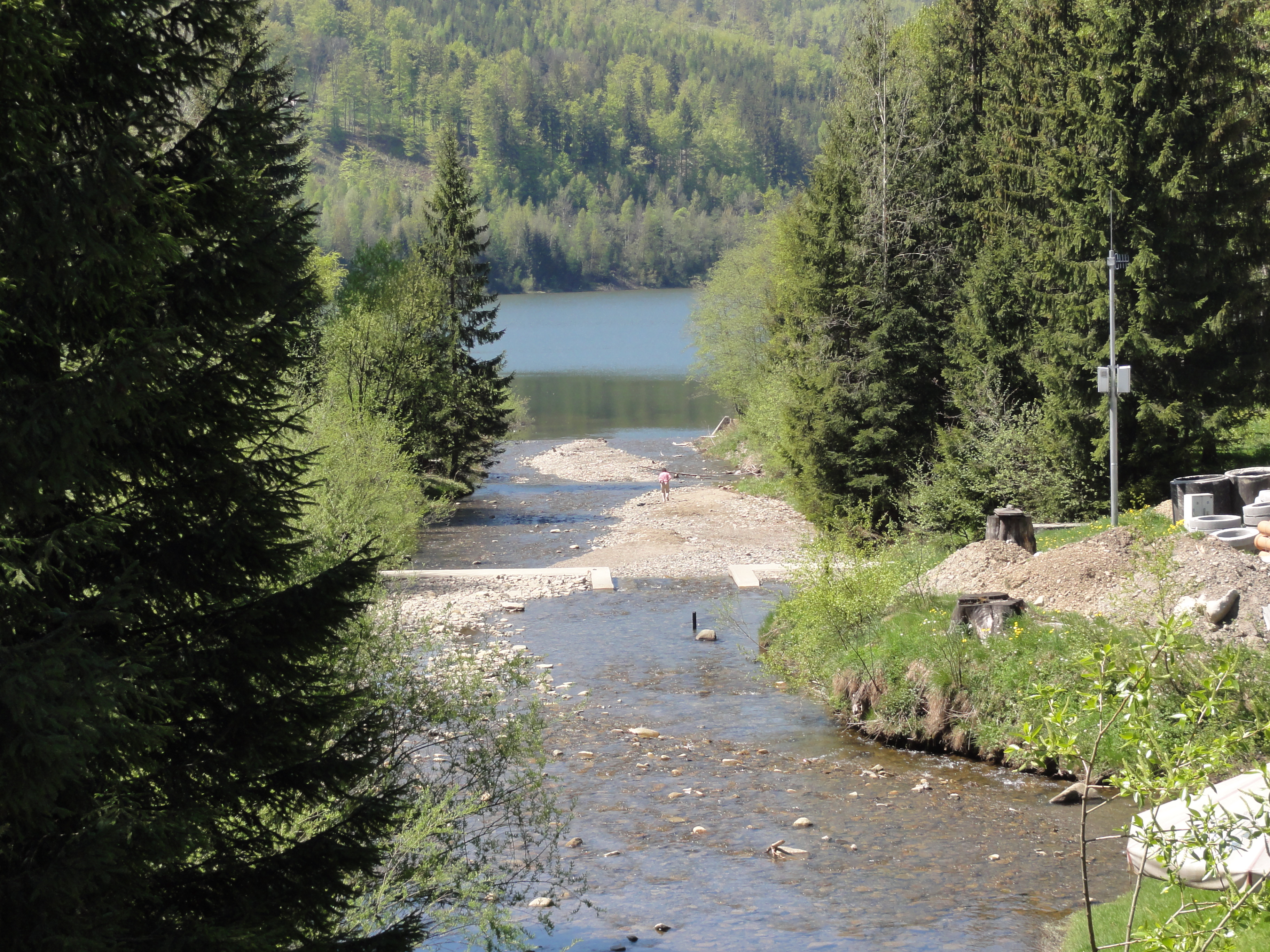
Ujście Białej Wisełki do Jeziora Czerniańskiego
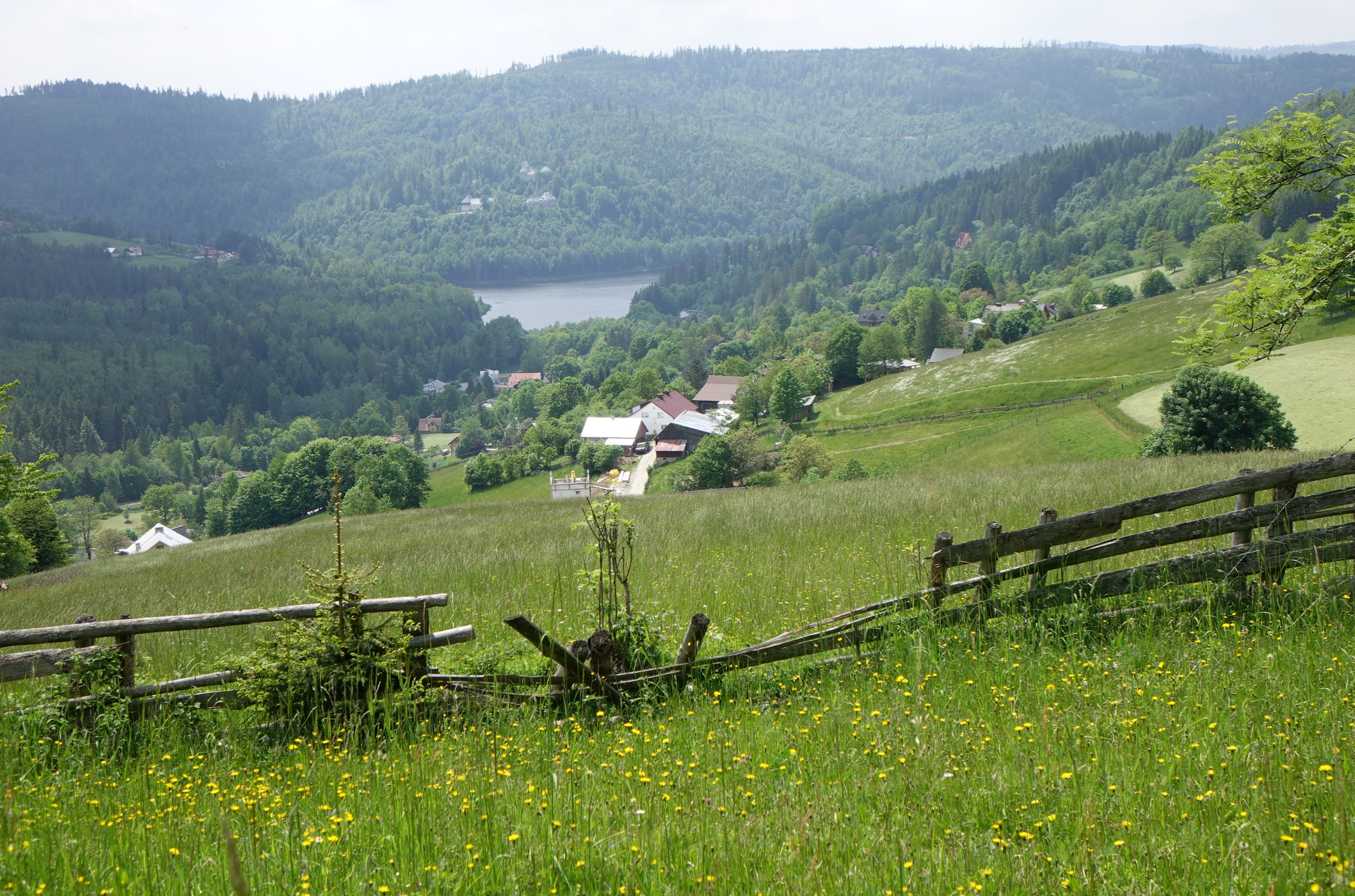
Widok na jezioro z Cienkowa Niżniego